# Peter Gartmayer
Peter Gartmayer (Filderstadt, RFA, 25 de febrero de 1978) es un deportista austríaco que compitió en voleibol, en la modalidad de playa. Ganó una medalla de oro en el Campeonato Europeo de Vóley Playa de 2007.

## Palmarés internacional
| Campeonato Europeo | Campeonato Europeo | Campeonato Europeo | Campeonato Europeo |
| Año                | Lugar              | Medalla            | Pareja             |
| ------------------ | ------------------ | ------------------ | ------------------ |
| 2007               | Valencia (España)  | Medalla de oro     | Clemens Doppler    |